# Danamon Open 1996
Danamon Open 1996 — жіночий тенісний турнір, що проходив на відкритих кортах з твердим покриттям Gelora Senayan Stadium у Джакарті (Індонезія). Належав до турнірів 3-ї категорії в рамках Туру WTA 1996. Турнір відбувся вчетверте і тривав з 9 до 14 квітня 1996 року. П'ята сіяна Лінда Вілд здобула титул в одиночному розряді.

## Фінальна частина

### Одиночний розряд
Лінда Вілд —  Яюк Басукі без гри
- Для Вілд це був єдиний титул в одиночному розряді за сезон і 5-й - за кар'єру.

### Парний розряд
Хіракі Ріка /  Наоко Кадзімута —  Лоранс Куртуа /  Нансі Фебер 7–6(7–2), 7–5
- Для Хіракі це був єдиний титул за сезон і 3-й — за кар'єру. Для Кадзімути це був 1-й титул за рік і 1-й — за кар'єру.